# Stora Ramsmossjön
Stora Ramsmossjön är en sjö i Uppsala kommun i Uppland och ingår i Norrströms huvudavrinningsområde.